# Лаптев, Константин Николаевич
Константин Николаевич Лаптев (в некоторых источниках отчество — Антонович) (1904—1990) — украинский, российский советский оперный певец (баритон), педагог. Народный артист СССР (1957).

## Биография
Родился 21 октября (3 ноября) 1904 года (по другим источникам — 4 ноября) в Киеве.
В детстве учился церковному пению.
В 1929 году окончил Киевскую консерваторию (ныне Национальная музыкальная академия Украины имени П. И. Чайковского) (класс М. М. Энгель-Крона). Занятия совмещал с работой на заводе «Арсенал».
В 1930—1941 годы — солист Одесского театра оперы и балета, 1941—1952 — Киевского театра оперы и балета им. Т. Шевченко, 1952—1965 — Ленинградского театра оперы и балета им. С. Кирова (ныне Мариинский театр). После официального ухода со сцены ещё в течение некоторого времени принимал участие в спектаклях, выступая на оперной сцене до 60 с лишним лет.
В концертном репертуаре романсы русский композиторов (особенно ему близки романсы П. И. Чайковского, С. В. Рахманинова); с большой теплотой, лиризмом исполняет украинские и русские народные песни, неаполитанские песни.
С 1955 года гастролировал за рубежом.
С 1973 по 1983 год преподавал в Ленинградской консерватории (профессор).
Долгое время был членом жюри Всесоюзного конкурса вокалистов им. М. Глинки.
Жил в Ленинграде (ныне Санкт-Петербург) на ул. Мира, 12.
Константин Лаптев умер 19 сентября 1990 года. Похоронен на Волковском кладбище Ленинграда.

### Семья
- Жена — Анна Фёдоровна Петрова (1907—1957), актриса, режиссёр Театра оперы и балета им. С. Кирова
- Сын — Юрий Константинович Лаптев (род. 1960), оперный певец, заслуженный артист Российской Федерации (2002), советник президента России по культуре (2004—2012).

## Награды и звания
- Лауреат Всесоюзного конкурса музыкантов-исполнителей (1935, 3-я премия)
- Народный артист РСФСР (1956)
- Народный артист СССР (1957)
- Орден Октябрьской Революции (01.07.1983) — за заслуги в развитии советского музыкального искусства и в связи с 200-летием Ленинградского государственного академического театра оперы и балета имени С. М. Кирова[4]
- Орден Трудового Красного Знамени (30.06.1951)[5]
- 2 ордена
- Медаль «За победу над Германией в Великой Отечественной войне 1941—1945 гг.»
- Медаль «За доблестный труд в Великой Отечественной войне 1941—1945 гг.»[6]

## Оперные партии
- «Аида» Дж. Верди — Амонасро
- «Риголетто» Дж. Верди — Риголетто
- «Бал-маскарад» Дж. Верди — Ренато
- «Демон» А. Г. Рубинштейна — Демон
- «Евгений Онегин» П. И. Чайковского — Онегин
- «Мазепа» П. И. Чайковского — Мазепа
- «Пиковая дама» П. И. Чайковского — Елецкий
- «Иоланта» П. И. Чайковского — Роберт
- «Царская невеста» Н. А. Римского-Корсакова— Грязной
- «Паяцы» Р. Леонкавалло — Сильвио
- «Кармен» Ж. Бизе — Эскамильо
- «Свадьба Фигаро» В. Моцарта — Фигаро
- «Гугеноты» Дж. Мейербер — граф де Невер
- «Мать» Т. Н. Хренникова — Павел Власов
- «Декабристы» Ю. А. Шапорина — Рылеев
- «Щорс» Б. Н. Лятошинского — Щорс
- «Поднятая целина» И. И. Дзержинского — Нагульнов
- «Молодая гвардия» Ю. С. Мейтуса — Олег Кошевой[7]
- «Тихий Дон» И. И. Дзержинского — Листницкий
- «Хованщина» М. П. Мусоргского — Шакловитый
- «Князь Игорь» А. П. Бородина — князь Игорь
- «Тарас Бульба» Н. В. Лысенко — Остап
- «Наталка-Полтавка» Н. В. Лысенко — Микола
- «Запорожец за Дунаем» С. С. Гулак-Артемовского — Султан
- «Травиата» Дж. Верди — Жермон
- «Фауст» Ш. Гуно — Валентин
- «Борис Годунов» М. П. Мусоргского — Щелканов
- «Корневильские колокола» Р. Планкета — Маркиз
- «Севильский цирюльник» Дж. Россини — Фигаро
- «Трубадур» Дж. Верди — Граф ди Луна

## Память
- В Санкт-Петербурге, на Каменноостровском проспекте, дом 15, где жил певец, установлена памятная доска.